# Pierrot Lunaire

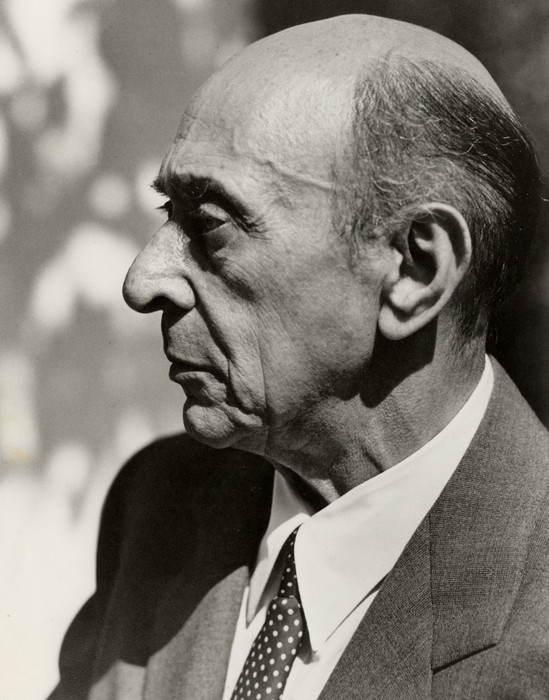
Arnold Schoenberg, compositor de Pierrot Lunaire.

Dreimal sieben Gedichte aus Albert Girauds 'Pierrot lunaire', ("tres veces siete poemas de Pierrot Lunaire de Albert Giraud"), conocido comúnmente como Pierrot Lunaire, Op. 21, es un ciclo de canciones compuesto por Arnold Schoenberg. Es un conjunto seleccionado de 21 poemas de la traducción realizada por Otto Erich Hartleben del ciclo de poemas franceses del mismo nombre de Albert Giraud. La obra se estrenó en el Berlín Choralion-Saal en octubre de 1912, con Albertine Zehme como vocalista.
La soprano solista canta los poemas en el estilo Sprechstimme, novedosa forma de emisión vocal que realza el contenido de los poemas y sitúa las canciones en un registro que emula al utilizado por los cantantes de cabaret. La obra es atonal, pero no dodecafónica, dado que Schoenberg comenzó a experimentar con el dodecafonismo en un punto posterior de su carrera.

## Historia

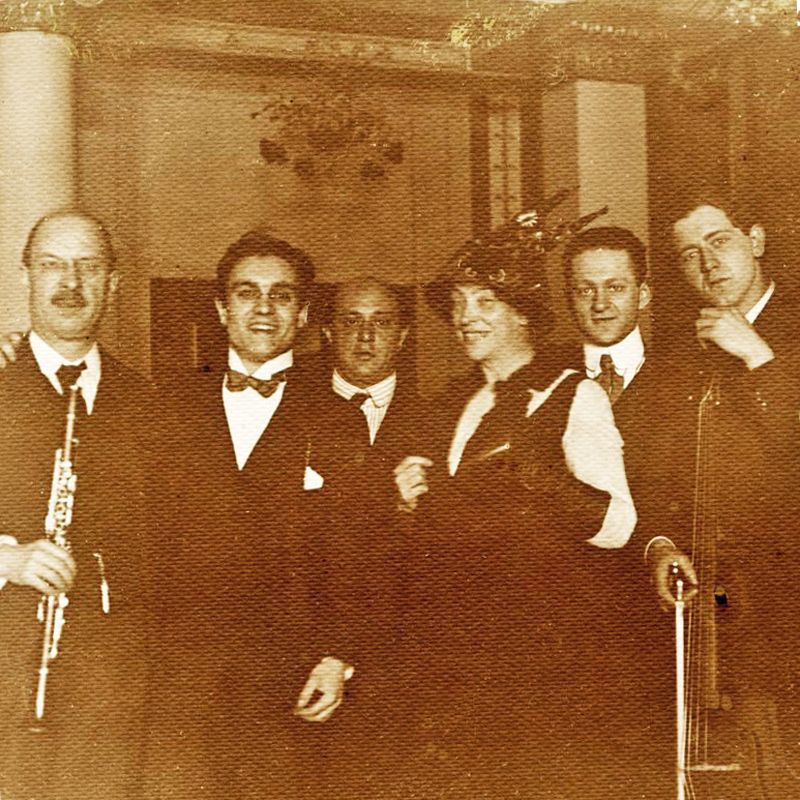
Los integrantes del conjunto del estreno:
Hans W. de Vries (flauta), Karl Essberger (clarinete), Jakob Malinjak (violín), Albertine Zehme (recitado), Eduard Steuermann (piano) y Hans Kindler (violonchelo).

La obra fue auspiciada por Albertine Zehme, que encargó un ciclo de canciones para voz y piano, basado en la serie de poemas del escritor belga Albert Giraud. Los versos habían sido publicados en 1884, y más tarde traducidos al alemán por Otto Erich Hartleben. Schoenberg comenzó a trabajar el 12 de marzo de 1912, y completó el trabajo el 9 de julio de ese mismo año. 
Después de cuarenta ensayos, Schoenberg y Zehme (vestida como Colombina) estrenaron la obra en el Berlin Choralion-Saal el 16 de octubre de 1912. 
La reacción del público fue diversa: Anton Webern reportó que la audiencia silbó y se burló, pero que al final fue un «éxito sin reservas». También se criticaron los textos por blasfemos, a lo que Schoenberg contestó: «Si fueran musicales, a nadie le hubieran importado las palabras. En su lugar, se hubieran ido silbando las melodías».

## Estructura
Pierrot Lunaire, inspirado en el ambiente del cabaret vienés, consiste en tres grupos de siete poemas: en el primer grupo Pierrot canta sobre el amor, el sexo y la religión; en el segundo, sobre la violencia, el crimen y la blasfemia; y en el tercero sobre su regreso a casa en Bérgamo, con su pasado acechándolo. Schoenberg, que estaba fascinado por la numerología, hace un uso extensivo de motivos de siete notas a lo largo de la obra, mientras que el ensamble Pierrot consta de siete miembros (incluyendo el director). La pieza es su opus 21, contiene 21 poemas y fue comenzada el 12 de marzo de 1912. Otros números clave en la obra son el tres y el trece: cada poema consiste de trece líneas (dos versos de cuatro líneas seguidos por un verso de cinco líneas), mientras que la primera línea de cada poema aparece tres veces (siendo repetidas como las líneas siete y trece).
Títulos de los poemas:
1. Mondestrunken
2. Colombine
3. Der Dandy
4. Eine blasse Wäscherin
5. Valse de Chopin
6. Madonna
7. Der kranke Mond
8. Nacht (Passacaglia)
9. Gebet an Pierrot
10. Raub
11. Rote Messe
12. Galgenlied
13. Enthauptung
14. Die Kreuze)
15. Heimweh
16. Gemeinheit!
17. Parodie
18. Der Mondfleck
19. Serenade
20. Heimfahrt (Barcarole)
21. O Alter Duft

La obra pertenece a la etapa atonal del compositor (1908 - 1921), en la que la atonalidad es usada de forma libre, sin seguir un método específico. De esta época son también sus Piezas para piano op.11 (obra pionera totalmente atonal), las Cinco piezas para orquesta op.16 y La mano feliz.

## Análisis
Pierrot Lunaire es una obra cambiante y poliédrica: los instrumentistas, por ejemplo, son solistas y parte de la orquesta a la vez; Pierrot es héroe y tonto, actúa en un drama que es también una pieza de concierto, hace parecer el cabaret como un arte elevado y viceversa; utiliza canciones que son también discursos; su rol masculino es cantado por una mujer que alterna entre la primera y tercera persona.

## Música
La instrumentación de cada canción es tan variada que nunca dos números sucesivos repiten la misma formación instrumental. El ensamble completo, que consta de una flauta (doblando a flautín), un clarinete en la y en si bemol (doblando a clarinete bajo en si bemol), un violín (doblando a viola), un violonchelo y piano, toca a la vez sólo durante el último poema.
La escritura musical expresionista, con sus ecos de cabaret alemán y Sprechstimme, hace que el texto destaque de forma inusual. Sprechstimme –literalmente "discurso hablado" en alemán– es un estilo de "canto hablado" en el que el vocalista usa los ritmos y las alturas especificadas, pero aplica a ellos el timbre de voz característico del lenguaje hablado.
Schoenberg usa también una variedad de formas y procedimientos antiguos, entre ellos el canon, la fuga, el rondó, la passacaglia y el contrapunto libre. Los poemas están escritos en forma de rondel, una versión alemana de un rondeau del antiguo estilo francés con un doble estribillo. Cada poema consiste de tres estrofas de 4 + 4 + 5 líneas, siendo la línea 1 el estribillo (A) repetido como líneas 7 y 13, y la línea 2 una segunda estrofa (B) repetida en la línea 8.

## Grabaciones e interpretaciones
En 1940 el compositor grabó la pieza con Erika Stiedry-Wagner como solista. Otros artistas distinguidos grabaron el ciclo, incluyendo Phyllis Bryn-Julson (en 1991 y otra vez en 1992), Jan DeGaetani (1970), Yvonne Minton (1977), Karin Ott (1990-94), Helga Pilarczyk (1961), Christine Schäfer (1997) y Anja Silja con Robert Craft como director, 1999).
En 2011, el conductor Premil Petrovic solicitó a Bruce LaBruce que realizara una adaptación de la obra para el teatro Hebbel am Ufer de Berlín, con Susanne Sachsse como protagonista. 3 años después, LaBruce filmó esta adaptación como película, en la que reinterpretó la obra para que el protagonista fuera percibido como hombre trans.

## Enlaces y referencias externas
- Becker, John. Schoenberg's Pierrot Lunaire: A Groundbreaker Archivado el 1 de octubre de 2018 en Wayback Machine. 12 de abril de 2005. Último acceso 11 de marzo de 2007.
- Dunsby, Jonathan. Schoenberg: Pierrot Lunaire. Cambridge University Press. 1992.
- Hazlewood, Charles. Discovering Music, BBC Radio 3 June 24 2005. Último acceso 23 de julio de 2006.

- Texto de Pierrot Lunaire (Alemán - Español)
- Luna Nova New Music Ensemble: Arnold Schoenberg's Pierrot Lunaire Una guía de estudio que incluye una ejecución completa (inglés)
- Sobre Arnold Schoenberg
- Pequeña descripción de la pieza
- Pierrot Lunaire Ensemble Wien: ensemble austríaco dedicado a la interpretación de la música contemporánea